# Begonia juliana
Espèce
Begonia juliana est une espèce de plantes de la famille des Begoniaceae.
L'espèce fait partie de la section Pritzelia. Découverte à Corumbataí (Sao Paulo, Brésil)  en 1904, elle n'a été décrite qu'en 1953 par le botaniste allemand Edgar Irmscher (1887-1968), à la suite des travaux de son homologue suédo-brésilien Albert Löfgren (1854-1919) qui exerça l'essentiel de sa carrière de botaniste au Brésil.

## Description

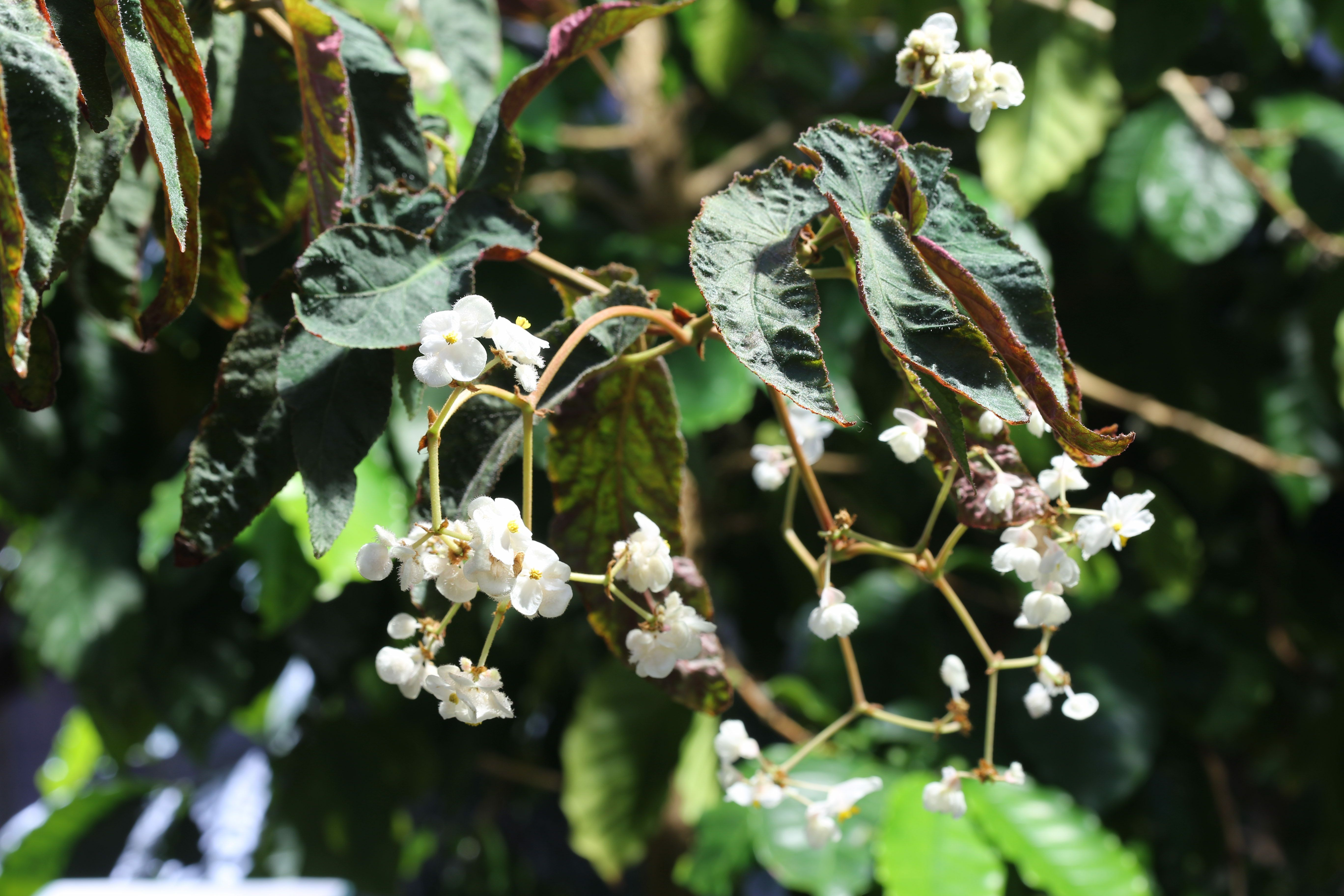
Détail d'un spécimen cultivé
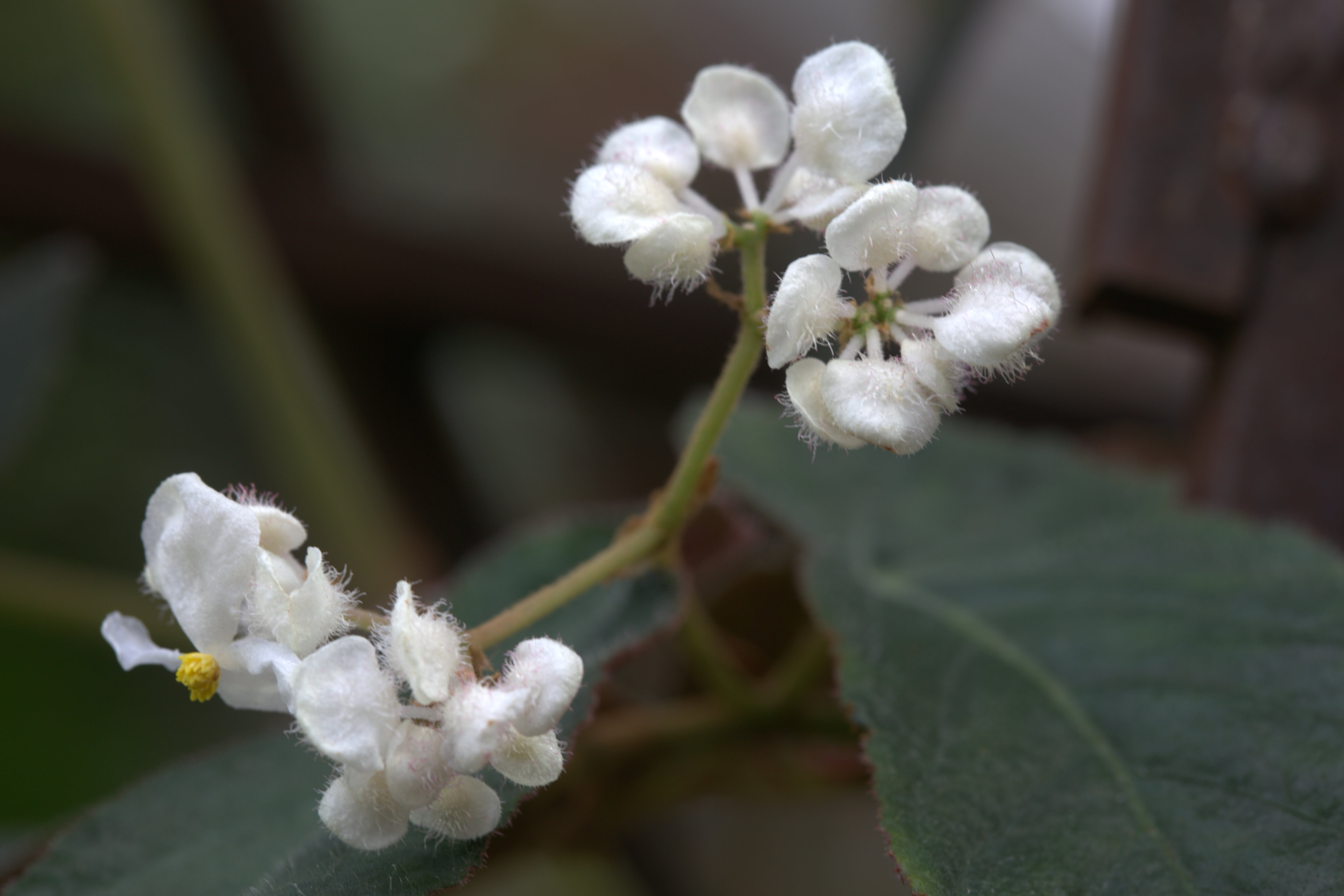
Inflorescence en boutons
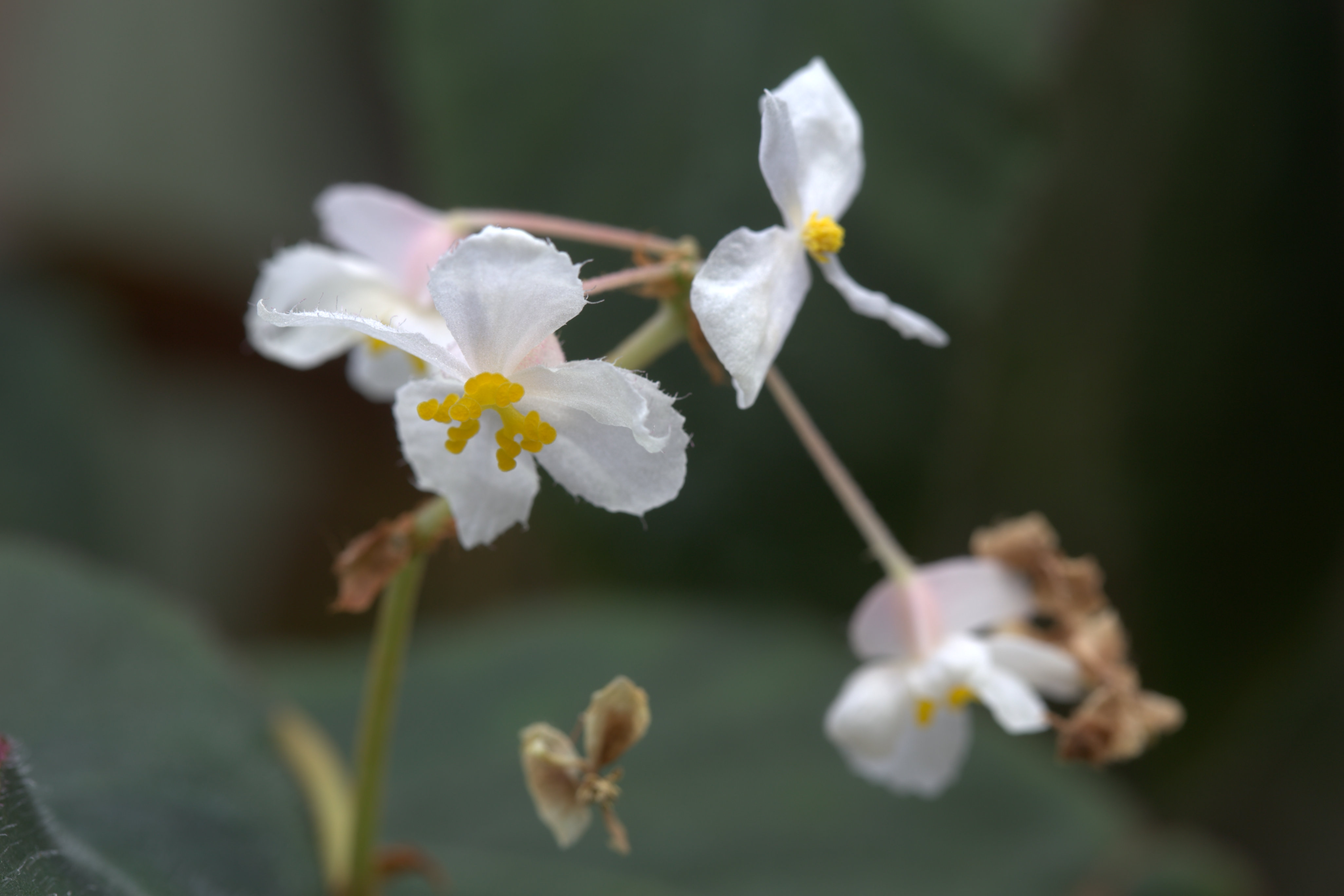
Détail d'une fleur épanouie

## Répartition géographique
Cette espèce est originaire du pays suivant : Brésil.